# Джевце (Люблінське воєводство)
Джевце (пол. Drzewce) — село в Польщі, у гміні Наленчув Пулавського повіту Люблінського воєводства.
Населення — 591 особа (2011).

## Демографія
Демографічна структура станом на 31 березня 2011 року:
|          | Загалом | Допрацездатний вік | Працездатний вік | Постпрацездатний вік |
| -------- | ------- | ------------------ | ---------------- | -------------------- |
| Чоловіки | 284     | 58                 | 201              | 25                   |
| Жінки    | 307     | 76                 | 163              | 68                   |
| Разом    | 591     | 134                | 364              | 93                   |